# 沈應時 (嘉靖進士)
沈應時（1521年—1582年），字子易，号對泉，河南河南衛人，軍籍，明朝政治人物。

## 生平
嘉靖二十二年（1543年）癸卯河南鄉試第六十八名舉人。嘉靖二十九年（1550年）中式庚戌科會試第二百九十三名，三甲第一百三十名進士。授翼城知縣，未上任而父喪丁憂，服闋，授長子知縣。升西安府同知，嘉靖三十九年庚申擢升杭州府知府，四十三年甲子，备兵海道副使，不久改易州。隆慶元年丁卯，分守涼州參政。二年戊辰春，拜按察使。寻转山東右布政使，同年冬，擢巡抚宁夏右僉都御史。隆慶五年辛未，转右副都御史，巡抚江西。未行，丁母憂去職。萬曆三年乙亥，復職为山西巡抚。四年，晉升大理寺卿、户部侍郎、总督倉場，再升南京吏部尚書。

## 家族
原籍苏州，高祖沈道坚明初從軍入洛陽，為河南衛軍籍。曾祖沈宏；祖父沈瀾；父沈機，赠都察院右副都御史，母辛氏。